# Andros
Andros — французская продовольственная компания, производитель соков, джемов, компотов, а также молочной продукции и кондитерских изделий. Штаб-квартира расположена в коммуне Бьяр-сюр-Сер департамента Ло региона Окситания, производственные мощности насчитывают 46 фабрик в разных регионах мира.

## История
Компанию основали в 1959 году Жан Жервосон (фр. Jean Gervoson) и Пьер Шапуляр (фр. Pierre Chapoulart). В 1971 году был запущен бренд Bonne Maman. В 1976 году была поглощена кондитерская компания Pierrot Gourmand, основанная в 1892 году. В 1978 году был куплен производитель печенья Biscuiterie de la Baie du Mont-Saint-Michel, а в 1987 году — Morina Pâtissier; они были объединены под названием Morina Baie Biscuits. В 1992 году куплен бренд Mamie Nova, созданный в 1949 году. Также в 1992 году был открыт завод в Польше по производству замороженных ягод. В 1999 году был основан китайский филиал Beijing Andros Fruit.
В 2000 году Жан Жервосон отошёл от дел, его сыновья разделили семейный бизнес: Фредерик Жервосон возглавил производителя джемов, сохранившего название Andros, а Ксавье — компанию по производству печенья Morina Baie Biscuits. В 2006 году Andros купила компанию Prolainat, выпускавшую мороженое и десерты. В 2007 году был куплен контрольный пакет акций итальянского производителя десертов и сыров Solo Italia. Также в 2007 году было инвестировано 100 млн евро в строительство завода по выпуску молочной продукции в коммуне Оно (департамент Эр и Луар), в 2008 году на нём было начато производство йогуртов и молочных десертов под брендом Bonne Maman. В 2010 году было запущено производство апельсиновых фрешей под брендом Andros. В 2011 году в США была куплена компания Bowman Apple Products, основанная а 1939 году в Виргинии и осуществлявшая переработку яблок. 
Следующим приобретением стала испанская группа Dhul в 2013 году; она базировалась в Гранаде и выпускала молочные десерты. Также в 2013 году был поглощён уругвайский производитель джемов Los Nietitos. В 2015 году была куплена новозеландская компания Barker’s, а в 2016 году — вьетнамская Hung Phat. В январе 2021 года был куплен немецкий производитель овощных консервов Spreewaldkonserve Golssen. В июне 2021 года была куплена компания World Finer Foods, производитель соусов и овощных консервов под брендом Reese; она была основана в 1947 году и базировалась в Нью-Джерси. В мае 2022 года была открыта новая фабрика в Брив-ла-Гайард. В сентябре 2024 года был куплен один из старейших во Франции производителей шоколада, Chocolat Poulain (Луар и Шер).

## Собственники и руководство
Andros является частной компанией, контролируемой семьёй Жервосон-Шапуляр. Состояние семьи в 2023 году оценивалось в 1,5 млрд евро, глава семьи — Фредерик Жервосон (Frédéric Gervoson, род. 1 мая 1952 года).
Флориан Дельма (Florian Delmas) — председатель совета директоров с 2022 года и генеральный директор с 2018 года

## Деятельность
Группа Andros производит джемы, соки, замороженные фрукты и фруктовые пюре, молочную и кондитерскую продукцию (включая тарталетки и мадленки), а также соусы и маринады. Компания продаёт продукцию под брендами Andros, Bonne Maman, Pierrot Gourmand, Mamie Nova, Buddy Fruits, Reese, Somerset Valley, Solo Italia, а также производит продукцию под собственными торговыми марками сетей супермаркетов. В 2017 году выручка компании составила более 2 млрд евро, во Франции она занимала 20 % рынка соков, 42 % рынка джемов и 62 % рынка компотов. Продукция экспортировалась в 125 стран, бренды компании были лидирующими в своих категориях в Нидерландах и Греции, занимали второе место в Великобритании и США.
Основной завод находится в Бьяр-сюр-Сер, на нём работает 1400 человек, он производит 20 т джема в год. Также есть фабрики в других странах, в частности, две в США (штат Виргиния) и две во Вьетнаме, а также предприятия в Китае, Великобритании, Польше, Бельгии, Испании, Германии, Уругвае. В целом группа перерабатывает 450 тыс. тонн фруктов в год, основными источниками сырья являются Франция, Испания, Польша и Вьетнам.

## Критика
В 2015 году Novandie, дочерняя компания Andros по производству молочной продукции, была оштрафована на 38,3 млн евро за участие в «йогуртном картеле», в который входили ещё несколько производителей молокопродуктов, включая крупнейшего в мире, Lactalis.
В 2019 года компания была оштрафована на 14,1 млн евро за создание картельного сговора с другими французскими производителями консервированных компотов.

## Спонсорство
С 1990 года компания была спонсором авторалли на льду Trophée Andros; сезон 2023/24 стал последним.
Andros была спонсором французских регбийных клубов «Расинг 92» и «Брив Коррез», а также Национальной регбийной лиги и Чемпионата Франции по регби.